# 開心廣場

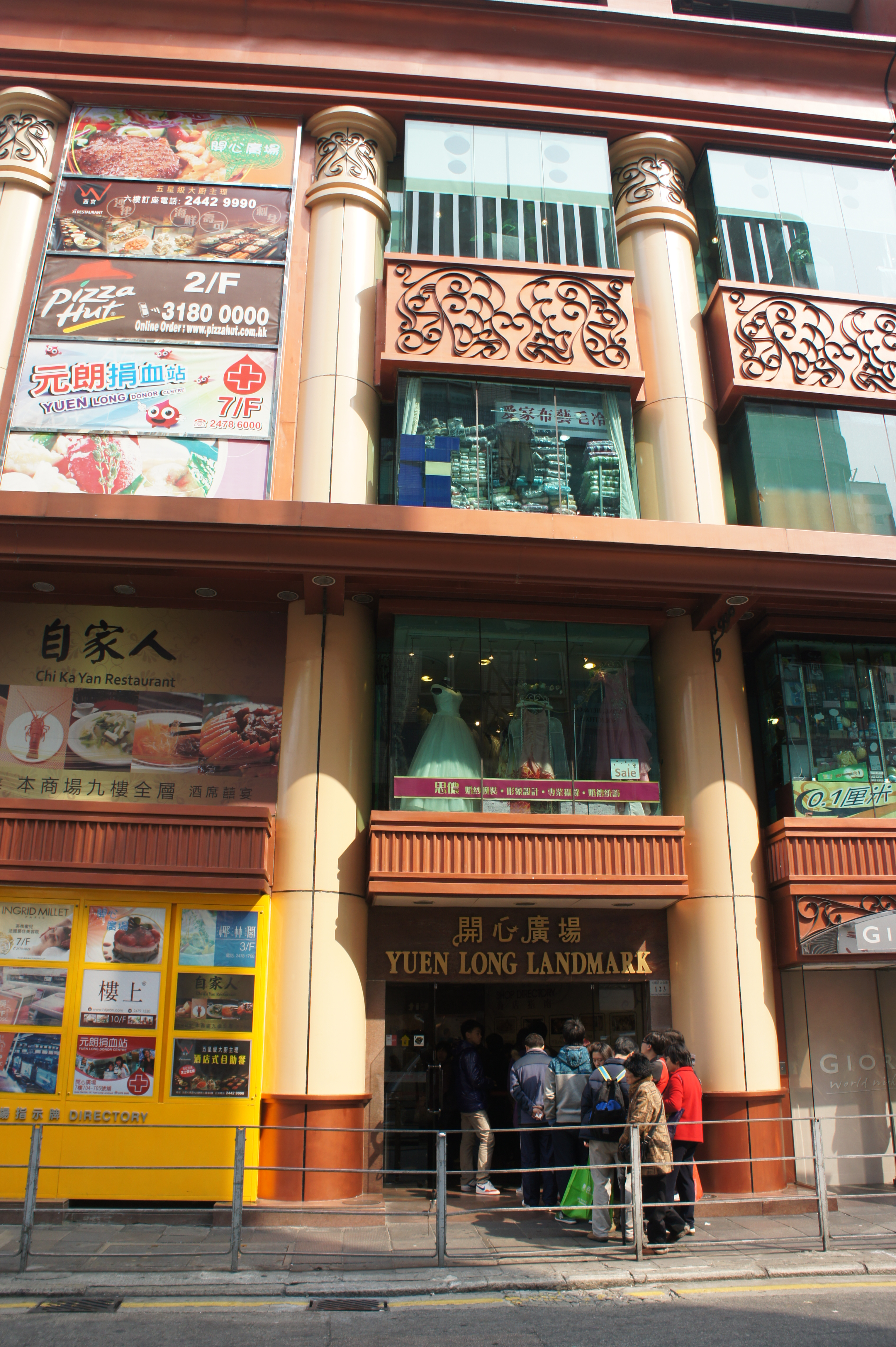
開心廣場在同樂街的入口

開心廣場（英語：Yuen Long Landmark），位於香港元朗青山公路－元朗段（大馬路）123號的小型商業項目，由新豪建築興建，於1990年落成。項目地下至4樓是商舗和食肆，5樓至12樓是辦公室和寫字樓，總樓面面積70,591平方呎。廣場座落位置前身是同樂戲院，因此開心廣場前的街道亦命名為同樂街。從舊相片可見，在輕鐵仍未興建時，青山公路－元朗段西行車輛是可以右轉入同樂街的。
開心廣場佔地面積較為細小，商店亦不多，因此人流比元朗市中心另外購物商場元朗廣場，YOHO MALL和千色廣場較為遜色。

## 廣場內部
- 食店：自家人餐廳、東苑海鮮酒家、Pizza Hut、西宮
- 時裝：佐丹奴、G2000、Avis Plus、Seaweed、Zakka
- 其他：樓上燕窩莊、Ingrid Millet Paris、Playgroup、捐血站、樂韻琴行 （页面存档备份，存于）、WESBERG Piano Hall暨英國倫敦音樂學院考場 （页面存档备份，存于）
- 近扶手電梯位置有展覽場地，面積40平方呎